# 鵜飼節郎

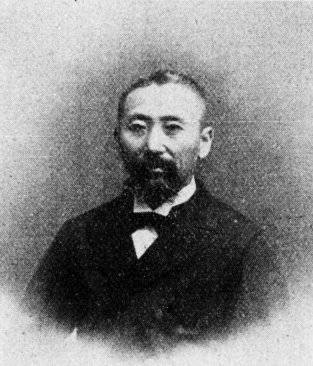
鵜飼節郎

鵜飼 節郎（うかい せつろう、安政3年5月19日（1856年6月21日） - 昭和6年（1931年）9月5日）は、日本の政治家、衆議院議員（立憲政友会）。

## 経歴
盛岡藩士の子として盛岡に生まれた。藩校で学んだ後、上京して法学・経済学を学んだ。1877年（明治10年）、西南戦争が起こると同志を率いて上京し、警部補・新撰旅団小隊長心得に任命された。その後自由民権運動に参加し、自由党東北常備委員として党勢の拡張に尽力した。
1902年（明治35年）、第7回衆議院議員総選挙に出馬し、当選。第8回衆議院議員総選挙でも再選された。
その他に岩手公報社主幹、函館の「北のめざまし新聞」主幹を務めた。